# Sandra Dee
Sandra Dee, född Alexandra Zuck den 23 april 1942 i Bayonne, New Jersey, död 20 februari 2005 i Thousand Oaks, Kalifornien, var en amerikansk skådespelare och sångerska. Dee medverkade bland annat i filmer som Kvinnors längtan (1958) och Vad vet mamma om kärlek? (1958), hon blev tonårsidol genom sina roller i Den stora lögnen och Flickan på badstranden (båda 1959) samt spelade mot sin make Bobby Darin i bland annat Möte i september (1961) och Fnurra på trå'n (1962).
Redan medan Sandra Dee gick i grundskolan arbetade hon som fotomodell, fick sedan TV-roller och gjorde filmdebut som 15-åring. Dee var en stor tonårsidol i slutet på 1950-talet i romantiska komedier. År 1960 gifte Sandra Dee sig med en annan tonårsidol, Bobby Darin. Hennes popularitet började dala från mitten av 1960-talet och 1967 slutade hennes äktenskap i skilsmässa. Dee drabbades då av anorexia, depression och alkoholism. På senare år hade Sandra Dee endast tillfälliga gästroller i olika TV-filmer.
Sandra Dee fick diagnosen njursvikt och strupcancer 2000 och avled fem år senare.

## Filmografi i urval
- 1957 – Snödrottningen (röst)
- 1957 – Kvinnors längtan
- 1958 – Vad vet mamma om kärlek?
- 1959 – Den stora lögnen
- 1959 – Flickan på badstranden
- 1959 – Sista sommarlovet
- 1960 – Porträtt i svart
- 1961 – Operation kär och galen
- 1961 – Tammy – flickan från floden
- 1961 – Möte i september
- 1962 – Fnurra på trå'n
- 1963 – Tammy and the Doctor
- 1963 – Hans vilda dotter
- 1964 – En fästman för mycket
- 1965 – Min säng är din!
- 1967 – Det är inte möjligt, doktorn
- 1967 – Rosie!
- 1970 – Ondskans riter
- 1972 – Love, American Style (TV-serie)
- 1983 – Fantasy Island (TV-serie)